# Feather River Route

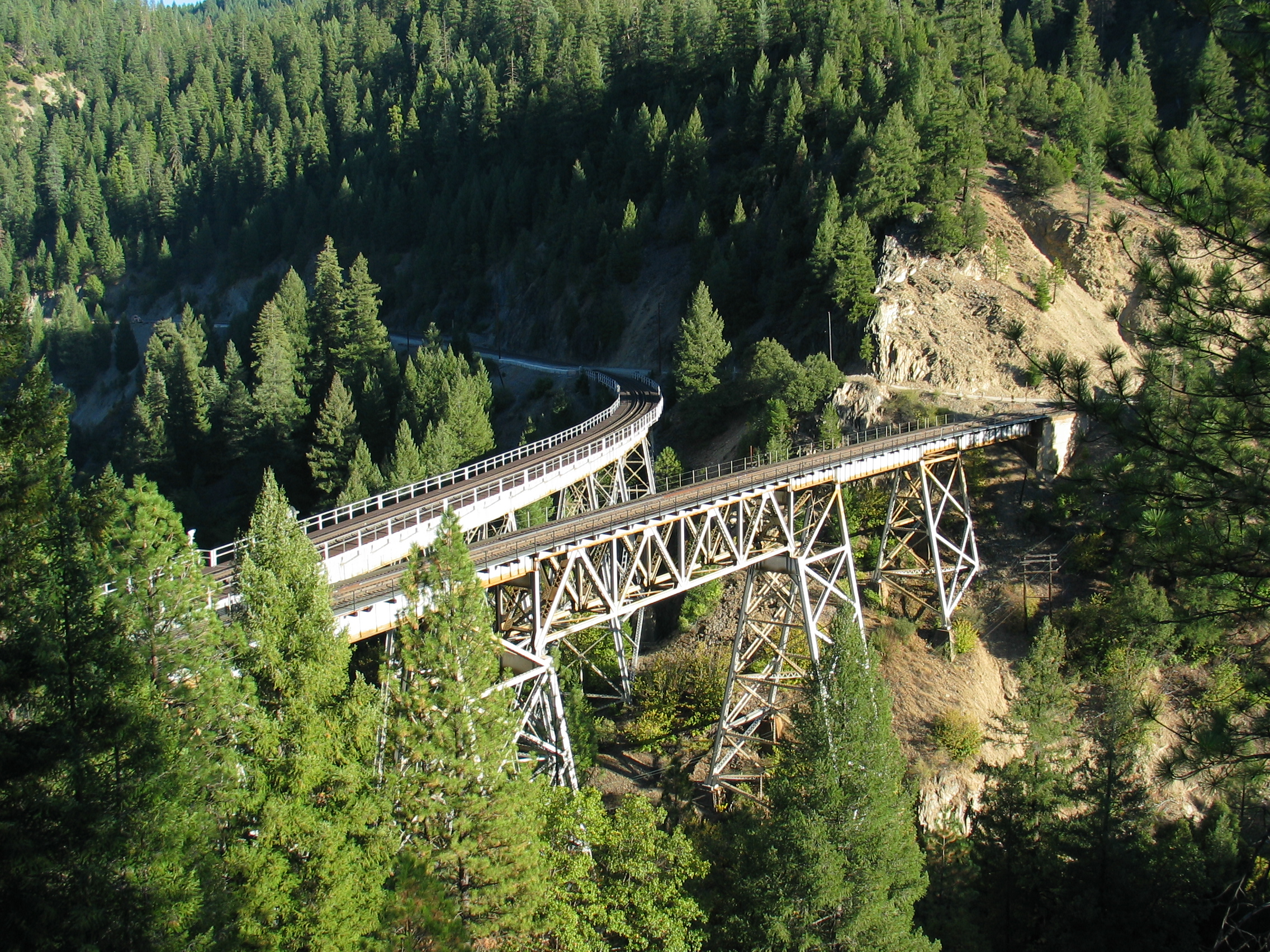
Keddie Wye 2003

Feather River Route är en järnvägslinje som byggdes och opererades av Western Pacific Railroad. Bygget skedde 1906-1909 med syftet att knyta ihop Oakland, Kalifornien och Salt Lake City, Utah. Linjen syftade också till att konkurrera med Central Pacific Railroad (och senare Southern Pacific Railroad), vilka på den tiden nära nog hade monopol på järnvägstrafiken i norra Kalifornien. Tåglinjen är känd för sin imponerande ingenjörskonst och sin vackra natur. Idag återstår bara linjen mellan Kalifornien, Central Valley till Winnemucca, Nevada.

## Historik

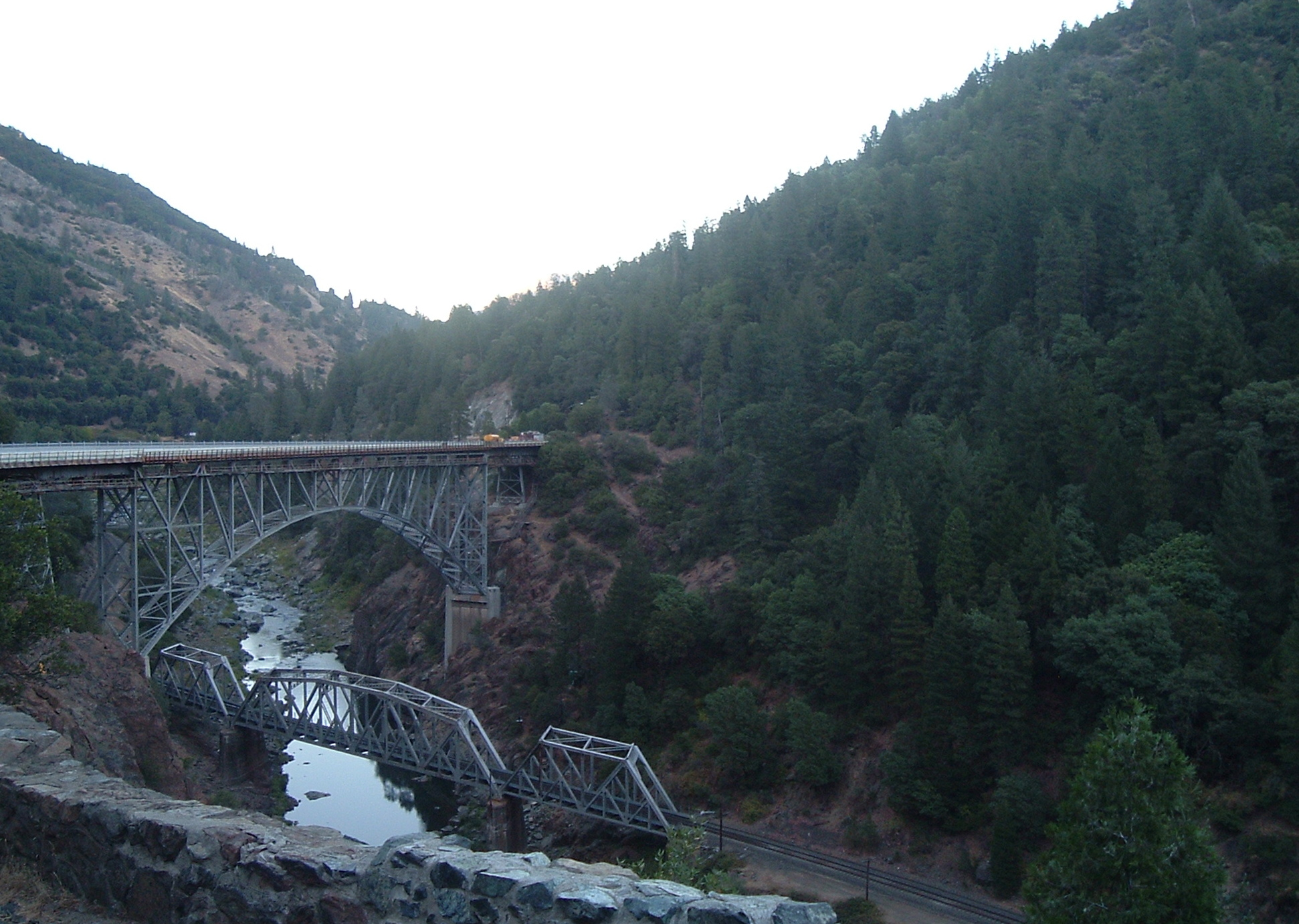
State Route 70 korsar järnvägsbron över Feather River

Intresset för att bygga ett transportsystem genom Feather River Canyon och genom ökenområdena i Nevada och Utah tog fart i och med upptäckten av Beckwourth Passet i Sierra Nevada Mountains 1850. 
Byggandet av järnvägen började 1906 och arbetsvillkoren under byggandet var både dåliga och farliga. När arbetet fortsatte i öknen blev det brist på vatten vilket gjorde arbetsförhållanderna ännu svårare. Samtidigt som byggkostnaderna hade blivit märkbart dyrare, vilket gjorde att kostnaden för järnvägen blev mycket högre.
Linjen blev klar 1909 och var då 1 492 km lång och hade kostat $ 75 miljoner, vilket motsvarar nästan två miljarder dollar i dagens penningvärde.
1983 blev järnvägen uppköpt av Union Pacific Railroad.

## Sevärdheter längs linjen
- Lake Oroville
- Tobin Bridges
- Pulga Bridges
- Keddie Wye
- North Fork Bridge
- Williams Loop
- Spring Garden Tunnel
- Clio trestle
- Western Pacific Railroad Museum
- Beckwourth Pass / Chilcoot Tunnel
- Black Rock Desert